# Грассе (издательство)
Грассе́ (фр. Éditions Grasset) — французское издательство, основанное в 1907 году Бернаром Грассе. В 1967 году объединилось с издательством «Фаскель»; с 2001 года входит в состав медиагруппы «Лагардер».

## История
В 1907 году Бернар Грассе, окончив университет в Монпелье, переехал в Париж, где познакомился с рядом писателей — Жаном Мореасом, Эмилем Фаге, Жаном Жироду — и принял решение стать издателем. 3000 франков, унаследованные от матери, он потратил на создание издательства, которое получило название «Эдисьон нувель» (фр. Les Editions Nouvelles, буквально «Новое издательство»). Первое время издательство специализировалось на публикации книг за счёт автора. Грассе стремился создать денежный фонд, чтобы затем с его помощью издавать авторов, которых он поддерживал или которых считал способными окупить его вложения.
Изначально размещавшееся в доме, где проживал сам Грассе, в 1908 году издательство заняло новое, более просторное помещение, а с 1910 года расположилось по тому адресу, где находится и сейчас — улица Сен-Пер (фр. rue des Saints-Pères), 61. В 1911—1912 гг. издательство становится успешным благодаря публикации книг, получивших впоследствии Гонкуровскую премию. В 1913 году Бернар Грассе издал (за счёт автора) первую часть романного цикла Марселя Пруста, «По направлению к Свану», после того как рукопись отвергли другие издательства. Начиная с 1920 года Грассе публиковал «четверых М»: Моруа, Мориака, Монтерлана и Морана. Затем к авторам, которые печатались у Грассе, добавились Кокто, Радиге, Сандрар, Геенно, Жионо, Супо, Рамю, Мальро и другие. Именно Грассе первым начал издавать книги тиражом не 2000—2500 экземпляров, как то было принято в конце XIX века, а 10 000 экземпляров; кроме того, он стоит у истоков литературной рекламы.
В 1921 году издательство начало публиковать серию «Зелёные тетради» (фр. les Cahiers verts), которая имеет огромный успех у читателей. На неё можно было оформить подписку; кроме того, первый тираж выпускался на особо качественной бумаге ограниченным количеством экземпляров, благодаря чему издание впоследствии высоко ценилось библиофилами. В 1929 году «Нью-Йорк Таймс» писала о Грассе как о «крупнейшем издателе».
После Второй мировой войны Грассе, обвинённый в коллаборационизме, был вынужден прервать издательскую деятельность. В 1950 году он вновь возглавил издательство, но в 1954 году передал права на него издательству «Ашетт». Директором реорганизованного издательства стал его племянник Бернар Прива, а в 1967 году оно объединилось с издательством «Фаскель». Сам Бернар Грассе умер в 1955 году.
В послевоенные годы «Грассе и Фаскель» публиковало таких авторов, как Бютор, Мандьярг, Тейяр де Шарден, Лоран, Фернандес, Эдан, Леви, а также современных философов. Первой книгой, получившей Гонкуровскую премию, из числа изданных «Грассе» после войны стал дебютный роман Эдмонды Шарль-Ру «Забыть Палермо». В 1981 году Бернар Прива ушёл на пенсию; в 1985 году его не стало. Издательство возглавил Жан-Клод Фаскель, а в число публикуемых авторов вошли Маркес, Эко, Бьянчотти, Буланже, Рамбо, Вейерган, Эрман, Маалуф, Брюкнер, Шессе, Бегбедер и др. С этого времени издательство является частью медиагруппы «Лагардер». В 1983 году Фаскель создал коллекцию «Красные тетради», в которой вышли более 400 произведений современных классиков.
В 2006 году директором издательства стал Оливье Нора (Жан-Клод Фаскель остался в качестве почётного президента). С 2000-х годов в «Грассе и Фаскель» публикуются Макин, Киньяр, Руо, Данциг, Лаферьер, Миано, Дантика, Дидион, Гордимер, Пру, Роулинг, Найпол и другие французские и зарубежные писатели. В общей сложности издательство выпускает около 170 книг в год, в первую очередь романы и эссеистику.